# 繁下和雄
繁下 和雄（しげした かずお、1943年10月30日 -2024年3月29日）は、日本の音楽教育学者、国立音楽大学名誉教授。
北海道美唄市出身。1966年国立音楽大学教育音楽科卒、68年同専攻科修了、国立音大助教授、教授、副学長、2004年退任、名誉教授。妻の繁下敏子は和光学園で音楽教育に当たった。

## 著書
- 『音と楽器をつくる』大月書店 シリーズ・子どもとつくる 1983
- 『楽器であそぼう』小林富紗子絵 全国社会福祉協議会 1985
- 『紙でつくる楽器』創和出版 シリーズ親と子でつくる 1987
- 『風の音 管楽器のしくみ 楽器のかがく』武藤光子絵 岩崎書店 音楽のえほん 1988
- 『皮の音(打楽器のしくみ)  楽器のかがく』田沢梨枝子絵 岩崎書店 1988
- 『弓の音 弦楽器のしくみ 楽器のかがく』鈴木博子絵 岩崎書店 音楽のえほん 1988
- 『音のしくみ 楽器のかがく』武藤光子絵 岩崎書店 音楽のえほん 1989
- 『電気の音 楽器のかがく』田沢梨枝子絵 岩崎書店 音楽のえほん 1989
- 『ピアノの音 楽器のかがく』鈴木博子絵 岩崎書店 音楽のえほん 1989
- 『音をつくってあそぼう』根来由美絵 草土文化 1993
- 『音と楽器をつくる』大月書店 シリーズ・子どもとつくる 1994
- 『よく鳴る紙楽器 切り抜いて作る本』月刊「音楽広場」特別編集 クレヨンハウス 1994
- 『伴奏なんかこわくない あそび歌からはじめるピアノ、ギター伴奏術』フレーベル館 手づくり保育シリーズ 1997
- 『あそんで楽器』フレーベル館 手づくり保育シリーズ 2000

### 共編著・監修
- 『楽器のおはなし』編 音楽之友社 ジュニア音楽図書館楽典シリーズ 1982
- 『たのしい作曲』佐藤敏直共編 音楽之友社 ジュニア音楽図書館楽典シリーズ 1982
- 『やさしい楽典』小山章三共編 音楽之友社 ジュニア音楽図書館楽典シリーズ 1982
- 『「幼児と音楽」実践保育シリーズ 第1期 3 アンサンブルしよう』編著 音楽之友社 1986
- 『ジョイ・キャンプ 最新・集いのための歌と遊びの本』成田和夫,中川ひろたか共著 河合楽器製作所出版事業部 1988
- 『幼児のうた100選 保育者のための楽譜集』編 全国社会福祉協議会 1988
- 『ジョイ・フォーラム 最新・行事のための歌と遊びの本』成田和夫,中川ひろたか共著 河合楽器製作所出版事業部 1989
- 『日の丸・君が代 新聞集成』監修　大空社 1989
- 『野外活動おもしろ図鑑』全3巻 尾崎忠昭共著 岩崎書店 1990
- 『君が代史料集成』全5巻 佐藤徹夫共編 大空社 1991
- 『新・音楽のとびら 授業の役にたつ話』後藤田純生共編著 日本書籍 1994
- 『ジョイ・キャンプ 最新/レク・リーダーのための歌と遊びの本』成田和夫,中川ひろたか共著 河合楽器製作所・出版事業部 1994
- 『ジョイ・サークル 最新/レク・リーダーのための歌と遊びの本』中川ひろたか,成田和夫共著 河合楽器製作所出版事業部 1997
- 『幼児のうた130選』編 全国社会福祉協議会 2001
- 『あそびのテーマパーク』編 全国社会福祉協議会 2002
- 『音のふしぎ百科』日本音響学会共編著 樹立社 五感のふしぎシリーズ 2002
- 『実験音楽室 音・楽器の仕組みを楽しく学ぶ総合学習』編著 音楽之友社 2002
- 『新ジュニア音楽辞典』山下薫子共監修 音楽之友社 2011

## 注
1. ↑  『現代日本人名録』2002年
2. ↑  “インタビュー 戦後教育史のなかの和光学園 繁下和雄 新学校の音楽教育と私の仕事 太田素子,後藤紀子「東西南北」2011”. 2022年4月24日閲覧。